# ورزشگاه دانشگاه آک‌دنیز
ورزشگاه دانشگاه آک‌دنیز (به ترکی استانبولی: Akdeniz Üniversitesi Stadyumu) یک ورزشگاه فوتبال در شهر آنتالیا کشور ترکیه و متعلق به دانشگاه آک‌دنیز است. که بازی‌های خانگی تیم فوتبال باشگاه فوتبال آنتالیااسپور در این ورزشگاه برگزار می‌شود.